# Scheherazade
Scheherazade er kvinden, som fortæller kaliffen, Shahryar, de Tusind og en Nats eventyr i eventyret af samme navn. En historie i historien – eller mere rigtigt en samlehistorie.
Oprindeligt var kaliffen gift med en kvinde, som han elskede højt, men hun var ham utro. Så derfor besluttede han sig for at blive gift med en jomfru hver dag og skar hovedet af hende, når dagen var omme. En dag blev han så gift med Scheherazade. Hun var ikke som de andre – hun var meget mere klog og havde en historie til hver dag. Når dagen var omme, sagde hun, at hun ville fortsætte historien den følgende dag. Da kaliffen var nødt til at høre historien til ende, nænnede han ikke at dræbe hende. Efter 1001 nat med historier og uden at Shahryar har dræbt sin kone, da afslutter Scheherazade sine fortællinger, og der er Shahryar blevet så forelsket i hende, at han afstår fra at dræbe en ny kone hver morgen. Derved lever de lykkeligt til deres dages ende.

## Trivia
- Karen Blixen betragtede sig selv som storyteller; og har sammenlignet sig med Scheherazade.